# Stephan Volkert
Stephan Volkert (n. 7 august 1971, Köln, RFG) este un canotor ce a reprezentat Germania, medaliat olimpic. A participat la 4 ediții ale Jocurilor Olimpice (1992, 1996, 2000, 2004) în care a câștigat două medalii de aur.